# Miss Azerbaïdjan
Miss Azerbaïdjan, est un concours de beauté féminine, réservé aux jeunes femmes de l'Azerbaïdjan, qualifié à Miss Univers, Miss Monde et Miss Europe. Le premier concours s'est tenu en 1996.

## Lauréates
Palette de couleurs
- Déclaré le gagnant
- Terminé en deuxième place
- Terminé comme l'un des finalistes ou demi-finalistes

| Année | Nom                  | Ville | Notes |
| ----- | -------------------- | ----- | --- |
| 1996  | Narmina Zarbaliyeva  | Bakou | A participé à l'élection du Meilleur Modèle du Monde de 1995 à Istanbul, Turquie.                                                                                              |
| 1997  | Gulsara Rzayeva      | Bakou | N'a pas participé |
| 1999  | Fatima Abbasguliyeva | Bakou | N'a pas participé |
| 2000  | Valida Abasova       | Bakou | N'a pas participé |
| 2001  | Fatima Suleymanova   | Bakou | N'a pas participé |
| 2002  | Samira Rasulova      | Bakou | N'a pas participé |
| 2003  | Sabina Hashimova     | Bakou | N'a pas participé |
| 2004  | Olesya Sergeyeva     | Bakou | A participé à l'élection de Miss Intercontinental 2004 à Hohhot, Chine. |
| 2005  | Shovkat Gasimova     | Bakou | N'a pas participé |
| 2006  | Gunay Musayeva       | Bakou | N'a pas participé |
| 2010  | Gulnara Alimuradova  | Bakou | En raison du manque de parrainage, elle se retira de la Miss Univers 2010 à Las Vegas, U.S.A.                                                                                  |
| 2012  | Aysel Manafova       | Bakou | La première Miss Azerbaïdjan qui a participé à la Miss Univers 2013 à Moscou, Russie. Elle a été nommée par Aras Agalarov (en), l'un des principaux organisateurs du concours. |
| 2014  | Javidan Gurbanova    | Bakou | A participé à l'élection de la Reine de l'Univers 2015 en Espagne comme le 3e finaliste et Championne Prix Miss Photogénique.                                                  |
| 2015  | Natalia Sokolovskaya | Bakou | N'a pas participé |
| 2016  | Oksana Barkhatova    | Bakou | N'a pas participé |
| 2024  | Bahar Mirzayeva      | Bakou | |